# Marie-Esther Robichaud
Marie-Esther Robichaud est une enseignante, directrice d’école et administratrice scolaire canadienne née le 24 avril 1910 à Pointe-Brûlée au Nouveau-Brunswick et morte le 27 mars 2003.  
Pionnière de l’éducation en français dans la Péninsule acadienne, elle a joué un rôle déterminant dans de nombreuses associations vouées au progrès de la population acadienne. 

## Biographie
Marie-Esther Robichaud est née le 24 avril 1910 à Pointe-Brûlée, village de la province du Nouveau-Brunswick dans la Péninsule acadienne. Elle étudie à l’Académie Sainte-Famille de Tracadie où elle se découvre des dons pour la musique, le théâtre et la peinture et surtout sa vocation pour l'enseignement. Elle y poursuit ses études en piano en vue d’obtenir le professorat.
Marie-Esther Robichaud est la première femme à occuper le poste d’assistante au surintendant des écoles du comté de Gloucester. Elle occupe cette fonction jusqu’à sa retraite en 1964.
L’Université de Moncton lui décerne le titre de professeur émérite en lettres en 1975 et un doctorat d’honneur en sciences de l’éducation en 1983.
Marie-Esther Robichaud meurt le 27 mars 2003.

## Hommages
En mai 2019, Nicolas Landry, auteur et professeur d’histoire à l’Université de Moncton à Shippagan, publie sa biographie, Marie-Esther Robichaud : Une éducatrice acadienne et son temps (1929-1964), paru aux Éditions Prise de parole.
Une école secondaire porte son prénom à Shippagan.